# Arminda Lozano Velilla
Arminda Lozano Velilla (Logroño, 1948) es una historiadora especialista en la Grecia helenística.

## Trayectoria
Catedrática de Historia Antigua en la Universidad Complutense de Madrid.

## Publicaciones
Arminda Lozano ha sido autora de diversas publicaciones en múltiples revistas y libros de carácter científico. Entre ellas destacan las siguientes:
- La esclavitud en Asia Menor helenística. Universidad de Oviedo. 1981.
- Asia Menor Helenística. Akal. 1989.